# The Great Western
The Great Western je první sólové studiové album velšského zpěváka a kytaristy Jamese Deana Bradfielda. Vydalo jej v červenci 2006 hudební vydavatelství Columbia Records. Producenty alba byli Dave Eringa, Guy Massey, Alex Silva a Greg Haver. Na nahrávce se dále podíleli například Dafydd Ieuan (Super Furry Animals) a Alistair Hamer (Sweet Billy Pilgrim). Píseň „Which Way to Kyffin“ byla věnována velšskému malíři Kyffinu Williamsovi.

## Seznam skladeb
| Pořadí | Název                                      | Hudba     | Text                  | Délka |
| ------ | ------------------------------------------ | --------- | --------------------- | ----- |
| 1.     | That's No Way to Tell a Lie                | Bradfield | James Dean Bradfield  | 3:05  |
| 2.     | An English Gentleman                       | Bradfield | Bradfield             | 3:05  |
| 3.     | Bad Boys and Painkillers                   | Bradfield | Nicky Wire            | 3:49  |
| 4.     | On Saturday Morning We Will Rule the World | Bradfield | Bradfield             | 3:17  |
| 5.     | Run Romeo Run                              | Bradfield | Bradfield             | 3:24  |
| 6.     | Still a Long Way to Go                     | Bradfield | Bradfield, John Niven | 3:50  |
| 7.     | Émigré                                     | Bradfield | Bradfield, Niven      | 3:29  |
| 8.     | To See a Friend in Tears                   | Brel      | Jacques Brel          | 3:38  |
| 9.     | Say Hello to the Pope                      | Bradfield | Bradfield             | 3:24  |
| 10.    | The Wrong Beginning                        | Bradfield | Bradfield             | 3:15  |
| 11.    | Which Way to Kyffin                        | Bradfield | Bradfield             | 2:57  |

## Obsazení
- James Dean Bradfield – zpěv, kytara, baskytara, bicí, doprovodné vokály
- Alex Silva – baskytara
- Nick Nasmyth – klávesy
- Nick Dewey – bicí
- Dafydd Ieuan – bicí
- Alistair Hamer – bicí
- Greg Haver – bicí, klávesy
- Dave Eringa – klávesy
- Padlock McKiernan – tin whistle, kazoo